# 72060 Hohhot
72060 Hohhot este un asteroid din centura principală de asteroizi.

## Descriere
72060 Hohhot este un asteroid din centura principală de asteroizi. A fost descoperit pe 23 decembrie 2000 la Desert Beaver Observatory de William Kwong Yu Yeung. Asteroidul prezintă o orbită caracterizată de o semiaxă mare de 2,42 ua, o excentricitate de 0,14 și o înclinație de 2,3° în raport cu ecliptica.